# Heinrich Kiepe
Heinrich „Heinz“ Wilhelm Kiepe (* 10. Oktober 1931 in Oberhausen; † 10. April 2020) war ein deutscher Wirtschaftswissenschaftler.

## Leben
Heinz Kiepe studierte Betriebswirtschaftslehre und Wirtschaftspädagogik an der Universität zu Köln. Er war von 1963 bis 1970 wissenschaftlicher Mitarbeiter und wurde zum Dr. rer. pol. promoviert. Zuvor war er bei der Finanzverwaltung Nordrhein-Westfalen, zuletzt bei der Oberfinanzdirektion Düsseldorf tätig.
Kiepe war seit 1970 vor Gründung der heutigen Gesamthochschule Siegen als Dozent für Steuerlehre an der Fachhochschule Siegen tätig. Er engagierte sich in der Gründungsphase und dem Aufbau der neugegründeten Gesamthochschule Siegen und hatte ab 1972 eine Professur für Betriebswirtschaftslehre, insbesondere betriebswirtschaftliche Steuerlehre inne. 1995 ging er in den Ruhestand.